# (4472) Navashin
(4472) Navashin est un astéroïde de la ceinture principale.

## Description
(4472) Navashin est un astéroïde de la ceinture principale. Il fut découvert le 15 octobre 1980 à Naoutchnyï par Nikolaï Tchernykh. Il présente une orbite caractérisée par un demi-grand axe de 2,24 UA, une excentricité de 0,15 et une inclinaison de 5,8° par rapport à l'écliptique.

## Compléments